# Никола Роквић
Никола Роквић (Београд, 29. јун 1985) српски је певач.

## Биографија
Син је певача Маринка Роквића.
Пошто је завршио гимназију уписао је дизајн и снимање звука на Универзитету Браћа Карић. До сада је издао три албума, учествовао је на Грандовим фестивалима, као и у Врњачкој Бањи.
На првом албуму су се нашле песме од којих су се издвојиле Опрости мојој младости, Жељо моја, С ким си ме ноћас варала, Ја сам твој и кад спавам са њом, а са другог највећи успех је постигла песма Ал’ нема нас, затим следе песме Ја нисам тај, Добар сам ти ја, За најбољег друга, Прећути ме. Након тога, на Гранд фестивалу отпевао је песму Мед и слатко грожђе за коју се сматра да је постигла највећи успех у његовој каријери. На трећем албуму објављује поп песме, којих је публика временом прихватала, обзиром да је променио музички жанр, а песма Нашао сам те је престигла милион прегледа на Јутјубу након три месеца.
Имао је наступ на Зеница самер фесту августа 2023. године. За своја дела у области хуманитарног рада у новембру 2024. године добио је Плакету мира Хуманитарне организације "Нађи Раула" из Ниша која му је уручена на свечаности доделе Награда Светислав Милић.

## Лични живот
Познато је да је Никола јако везан за Петровац и Колунић, родно село његовог оца Маринка. Он и његов брат Марко су чести гости Колунића и Петровца, а и сам се осећа Петровчанином и Крајишником.
Са братом Марком је учествовао у обнови и асфалтирању пута од М14.2 до колунићке цркве (Храма Преображења Господњег у Колунићу), а у току је и обнова родне куће њиховог оца Маринка. Такође, родном Петровцу је поклонио концерт, а био је и гост на Вечери Петровчана у Бањалуци.

## Фестивали
- 2003. Пјесма Медитерана, Будва — Не постоји љубав
- 2006. Гранд фестивал — Повреди ме
- 2008. Гранд фестивал — Узми или остави — дует: Дара Бубамара
- 2009. Пјесма Медитерана, Будва — На дну мора душе моје
- 2010. Гранд фестивал — Мед и слатко грожђе
- 2022. Сабор народне музике Србије, Београд, Сплет песама посвећених Маринку Роквићу
- 2022. Моравски бисери — Једина моја / Скитница (Ревијални део фестивала посвећен Маринку Роквићу)
- 2023. Илиџа — Мед и слатко грожђе / Снегови бели опет веју, ревијално вече фестивала

## Дискографија
Албуми:
- Опрости мојој младости (2006)
- Прећути ме (2008)
- Овај пут (2015)

Синглови:
- Не постоји љубав (2003)
- Делићемо све на пола (2003) са Маринком Роквићем
- Нема више друга мог (2009)
- Колико сам усана пољубио (2009)
- На дну мора душе моје (2009)
- Моја цурице (2010)
- Мед и слатко грожђе (2010)
- Крв није вода (2010) са Марком Роквићем
- Заволи (2016)
- Невера (2017)
- Од лудила до лудила (2019) са Никола Маринковић Џони
- Ево иде пролеће (2019) саундтрак за серију Жигосани у рекету
- Its fine (2019) са Џорџем Ивановичем
- Бесмртна песма (2022)
- Лептиру мој (2022)
- Стара гарда (2022) са Београдски синдикат

### Видеографија
| Спот                | Година | Режисер                       |
| ------------------- | ------ | ----------------------------- |
| Повреди ме          | 2008   | —                             |
| Нема више друга мог | 2009   | —                             |
| Мед и слатко грожђе | 2010   | —                             |
| Моја цурице         | 2010   | Ведад Јашаревић               |
| Бол                 | 2015   | Gianluca Fellini              |
| Нашао сам те        | 2015   | Блашко Гаврић                 |
| Љубав и лаж         | 2015   | Бојана Баровић, Никола Роквић |
| Поље макова         | 2015   | Блашко Гаврић                 |
| Оловни војник       | 2015   | Блашко Гаврић                 |
| Заборављам те       | 2015   | Блашко Гаврић                 |
| Опрости             | 2015   | Милош Бракус, Бојана Баровић  |
| Све што си ти       | 2015   | Блашко Гаврић                 |
| Заволи              | 2016   | Никола Роквић, Блашко Гаврић  |
| Невера              | 2017   | Блашко Гаврић                 |
| Пао сам             | 2018   | Андреј Илић                   |